# Trailliaedoxa gracilis
Trailliaedoxa gracilis là một loài thực vật có hoa trong họ Thiến thảo. Loài này được W.W.Sm. & Forrest miêu tả khoa học đầu tiên năm 1917.